# 普雷塞克
普雷塞克是德国巴伐利亚州的一个市镇。总面积54.83平方公里，总人口1899人，其中男性936人，女性963人（2011年12月31日），人口密度35人/平方公里。